# 'Til Your River Runs Dry
'Til Your River Runs Dry è un album in studio da solista del cantante britannico Eric Burdon, pubblicato nel 2013.

## Tracce
1. Water (Eric Burdon, Dave Steen) – 4:20
2. Memorial Day (Tony Braunagel, Eric Burdon, Terry Wilson) – 4:39
3. Devil and Jesus (Eric Burdon, Gregg Sutton) – 4:22
4. Wait (Eric Burdon, Terry Wilson) – 3:45
5. Old Habits Die Hard (Eric Burdon, Tom Hambridge) – 4:00
6. Bo Diddley Special (Eric Burdon, Terry Wilson) – 5:29
7. In the Ground (Eric Burdon, Terry Wilson, Stuart Ziff) – 4:10
8. 27 Forever (Eric Burdon, Terry Wilson) – 4:27
9. River Is Rising (Tony Braunagel, Eric Burdon, Jon Cleary) – 5:59
10. Medicine Man (Marc Cohn) – 4:39
11. Invitation to the White House (Eric Burdon) – 5:55
12. Before You Accuse Me (Bo Diddley) – 3:13